# Steinbruch Rolloch I
Der ehemalige Steinbruch Rolloch I der Hohenlimburger Kalkwerke am Mühlenberg ist ein aufgelassener Steinbruch im Hagener Stadtteil Hohenlimburg (Nordrhein-Westfalen). Abgebaut wurde Massenkalk des Mitteldevons der Givet-Stufe.

## Geschichte
Von der Mühlenbergstraße wurde der Stollen Rolloch I in den Berg getrieben, an dessen Ende ein Schacht senkrecht nach oben angelegt, trichterförmig ausgestaltet und später mit einer Schrapperanlage versehen wurde. Durch den Schacht wurde das im Steinbruch gewonnene Gestein in den Stollen gerollt, wo es auf Loren verladen und zur Aufbereitung mit einer Kleinbahn zum Oeger Werksgelände der Hohenlimburger Kalkwerke transportiert wurde. Der Name Rolloch geht auf diese Abbaumethode zurück.
Der Stollen wurde am 23. Oktober 1926 aufgefahren und bis 1967 genutzt, danach massiv verschlossen um die Grube als Klärteich nutzen zu können. Der See, der sich darauf in dem stillgelegten Steinbruch gebildet hatte, wurde bis in die 1990er Jahre noch als Absetzbecken für das Wasser aus der benachbarten Grube Steinbruch Steltenberg genutzt. Nach der Renaturierung des ehemaligen Steinbruchs Anfang des Jahrhunderts, gedeihen in dem Biotop inzwischen ganz besondere Pflanzen und leben Tag- und Nachtfalter sowie Ringelnattern. Es gibt wilde Orchideen (Knabenkräuter), Winterschachtelhalm oder das Rundblättrige Wintergrün.
Der Bereich in und um den ehemaligen Kalksteinbruch liegt im Hagener Naturschutzgebiet Steltenberg.

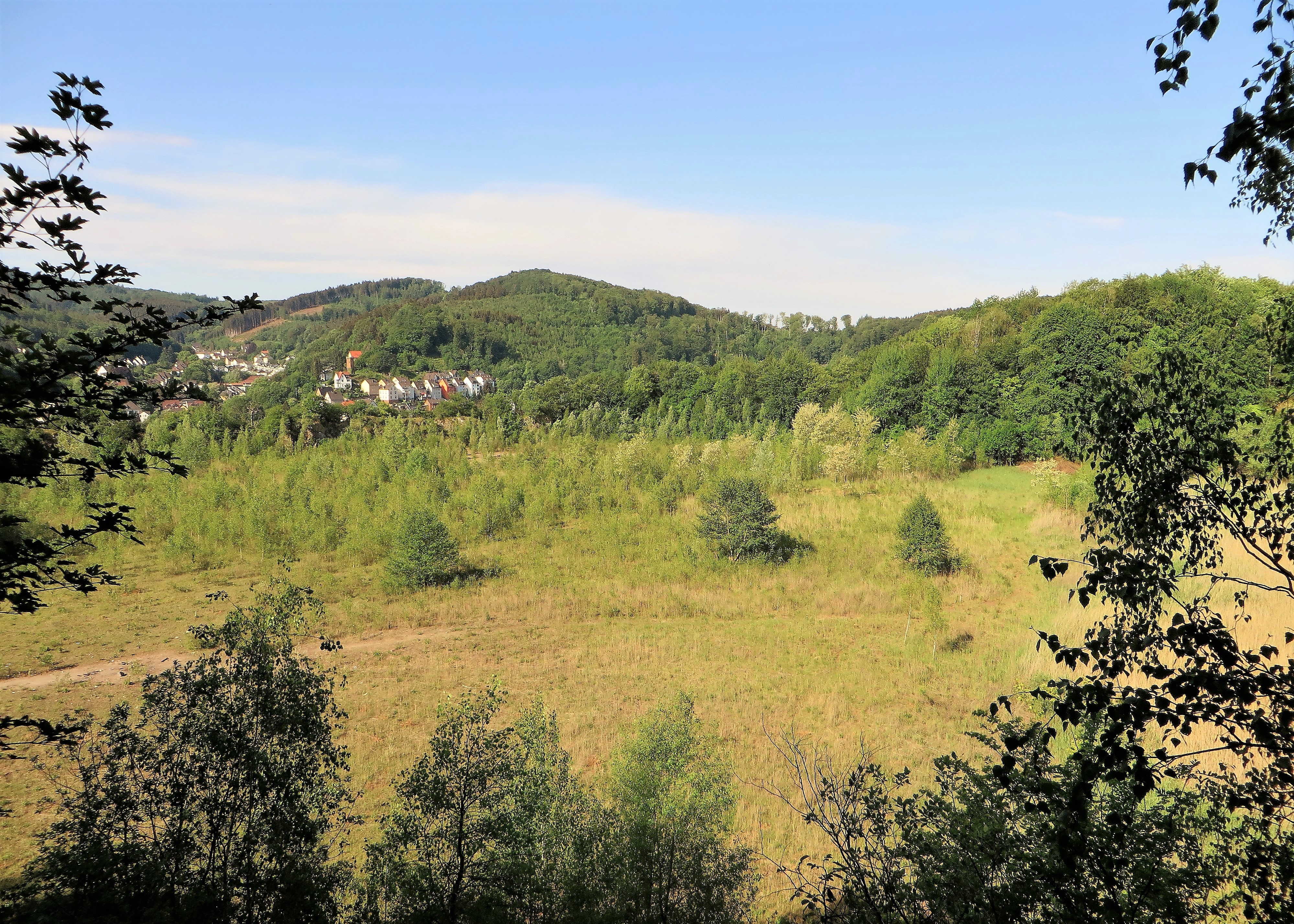
Renaturierter Rolloch Steinbruch
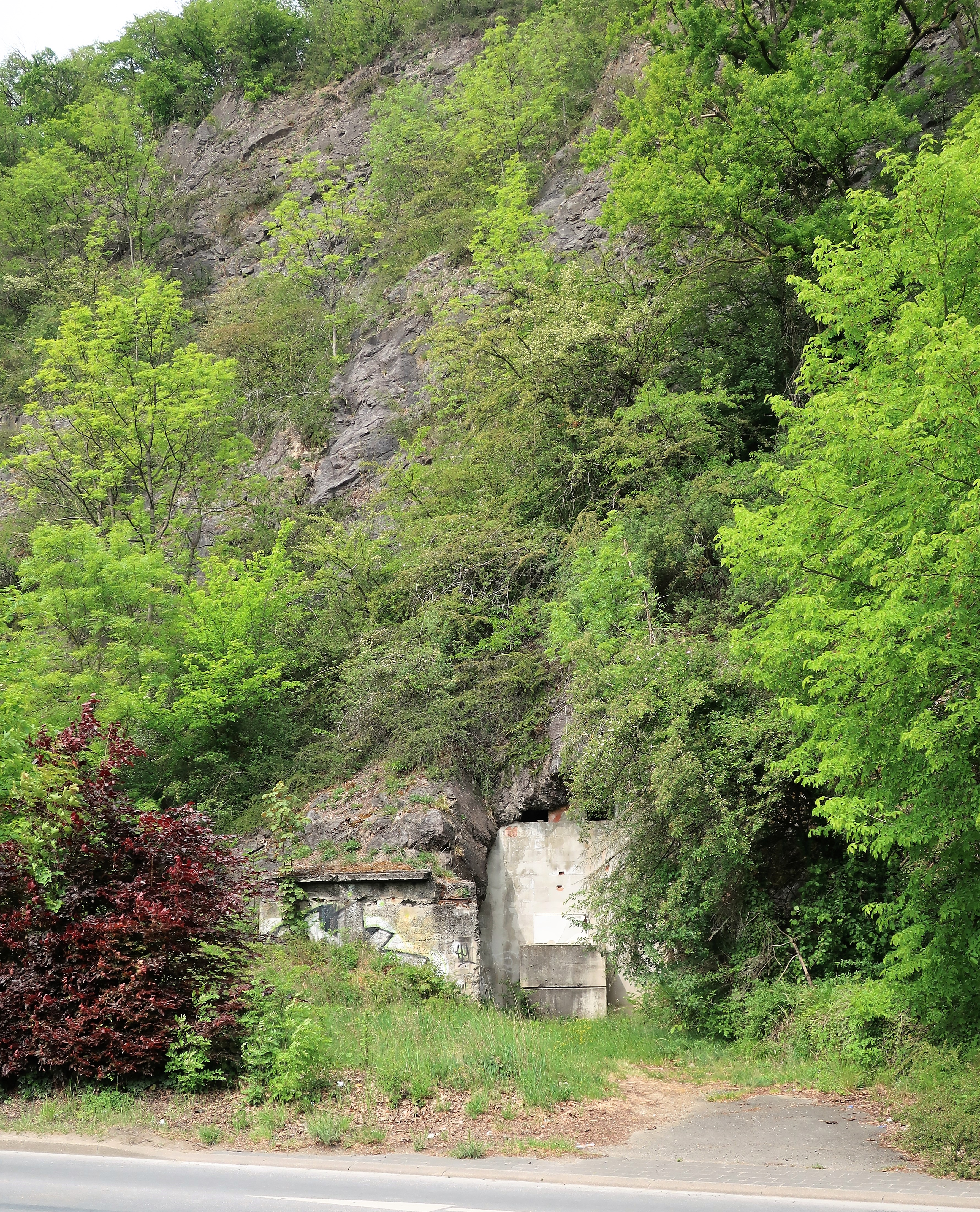
Verschlossener Rolloch-Stollen-Eingang
- 3D-Geländemodell des Steinbruchs